# Mercedes-Benz EQE
De Mercedes EQE is een luxe elektrische auto van autoproducent Mercedes-Benz uit Duitsland. De sedan is sinds 2022 leverbaar in Nederland.

## Specificaties
Gegevens van de '350+'-uitvoering.

### Vervoer
De auto biedt zitplaatsen voor vijf personen. Er is standaard 430 liter kofferbakruimte, die uitgebreid kan worden tot maximaal 895 liter. Verder is de auto voorzien van een trekhaak, waarmee maximaal 750 kg getrokken mag worden.

### Accu
De auto heeft een 100 kWh grote tractiebatterij waarvan 90,6 kWh bruikbaar is. Dit resulteert in een WLTP-gemeten actieradius van 660 km, wat neerkomt op 525 km in de praktijk. De accu is actief gekoeld en wordt geproduceerd door CATL. Het accupakket heeft een nominaal voltage van 328 V.

### Opladen
De accu van de auto kan standaard worden opgeladen via een Type 2-connector met laadvermogen van 11 kW door gebruik van 3-fase 16 ampère, waarmee de auto in 9,75 uur van 0 % naar 100 % geladen kan worden. Bij gebruik van een snellader met een CCS-aansluiting kan een laadsnelheid van maximaal 170 kW worden bereikt, waarmee de auto in minimaal 33 minuten van 10 % naar 80 % geladen kan worden, wat neerkomt op een snellaadsnelheid van 660 km/u.

### Prestaties
De elektronische aandrijflijn van de auto kan 215 kW of 292 pk aan vermogen leveren, waarmee de auto met 565 Nm koppel in 6,4 seconden kan optrekken van 0 naar 100 km/u. De maximale snelheid die bereikt kan worden is ongeveer 210 km/u.

## Galerij

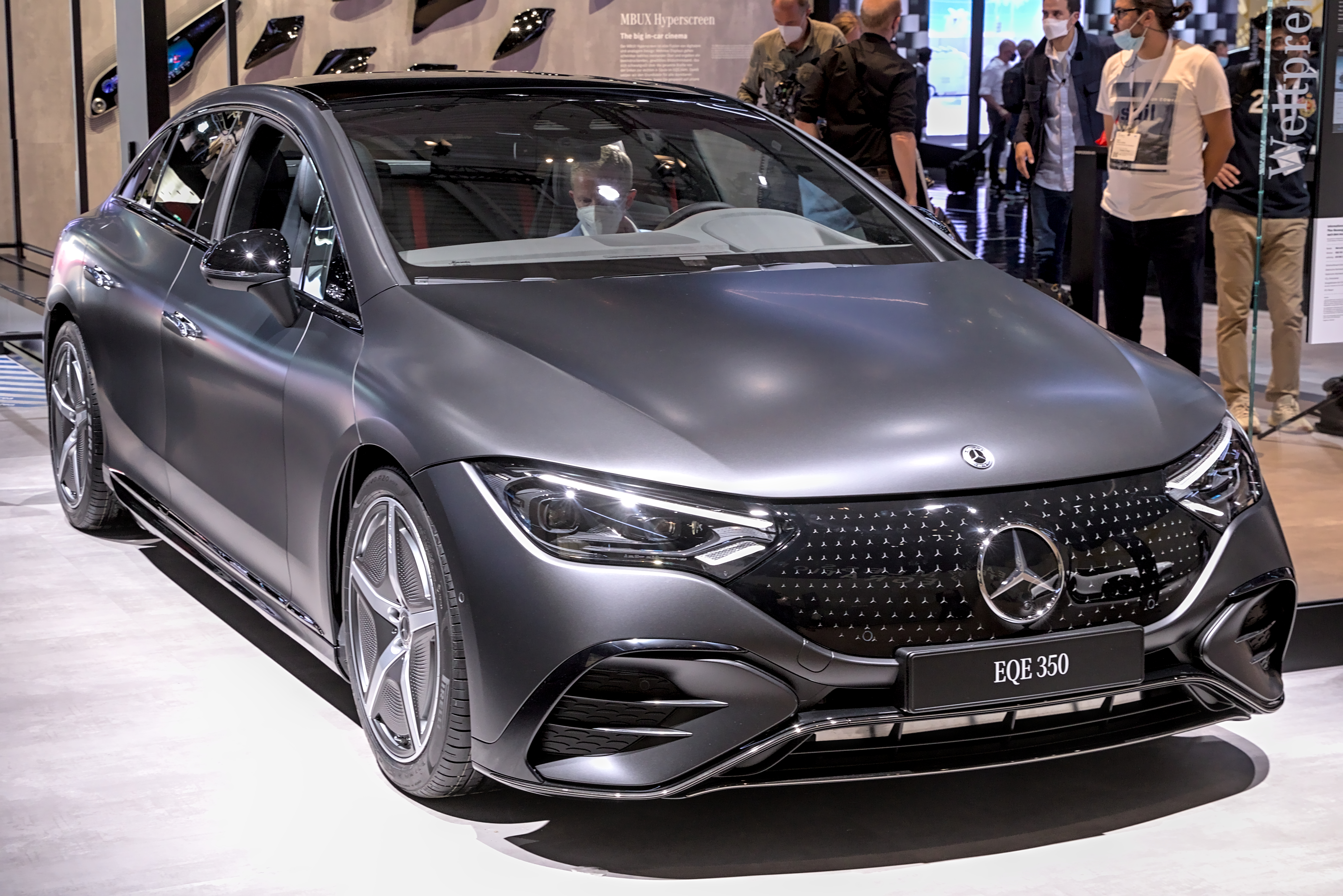
Voorzijde
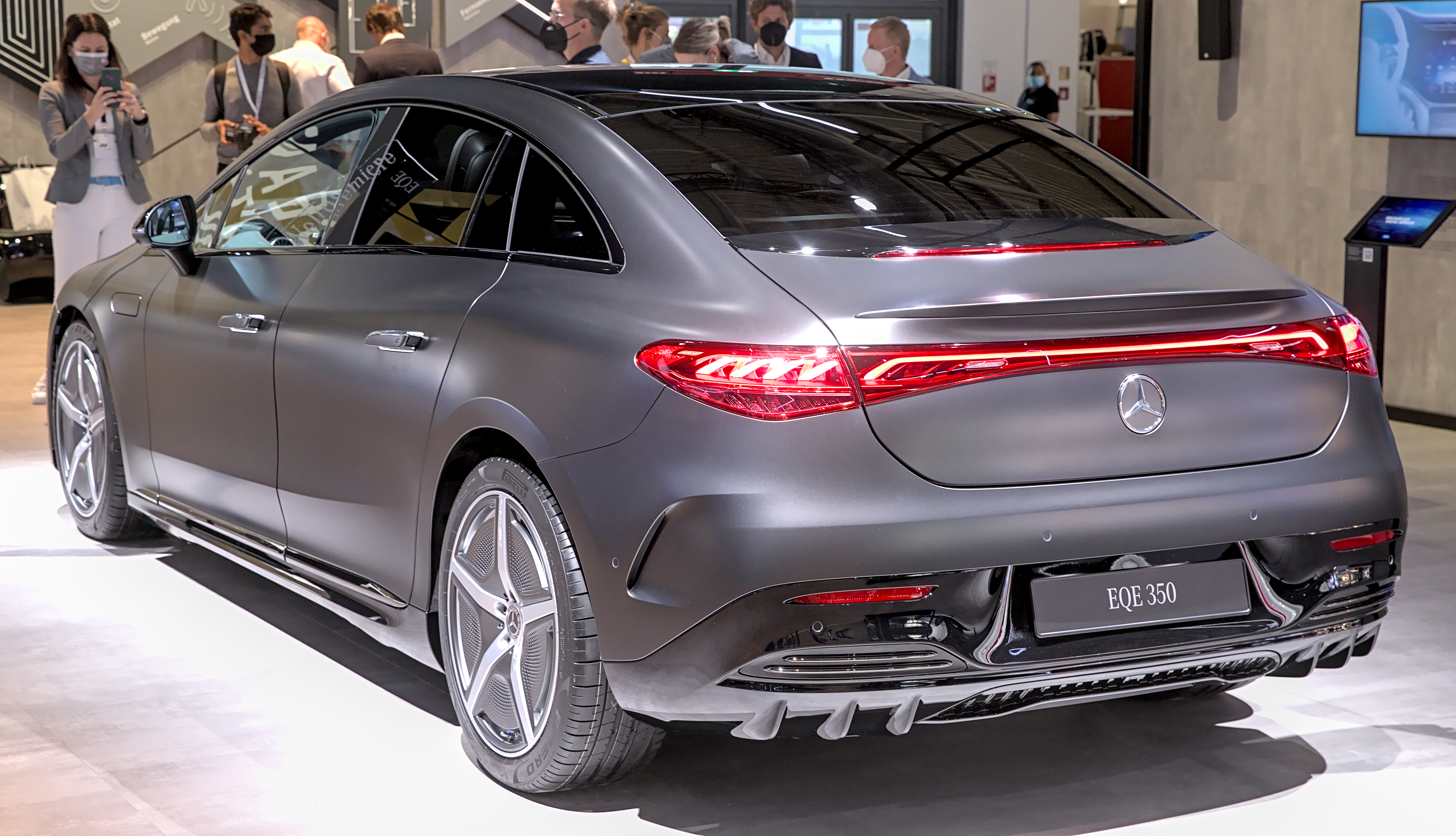
Achterzijde
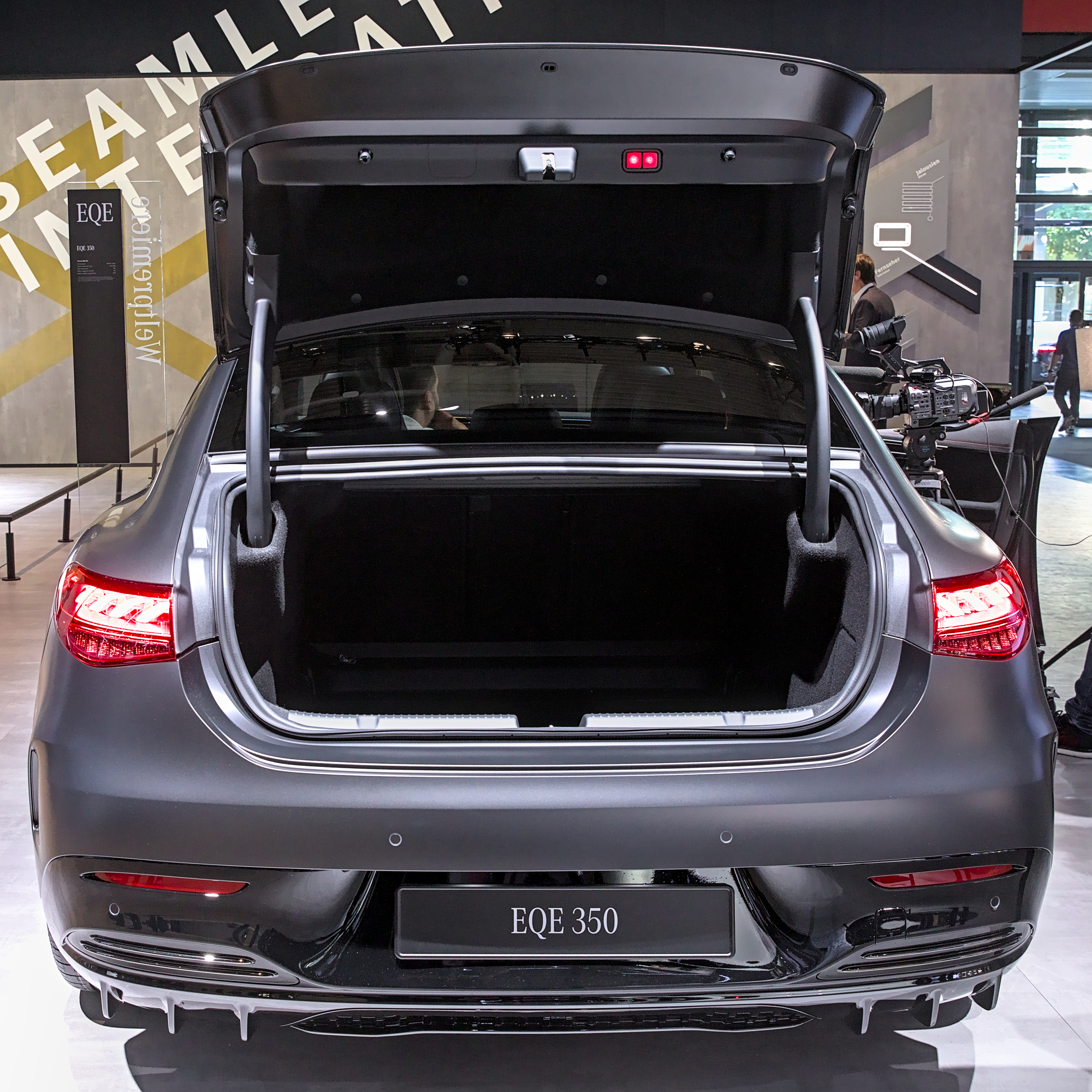
Kofferbak
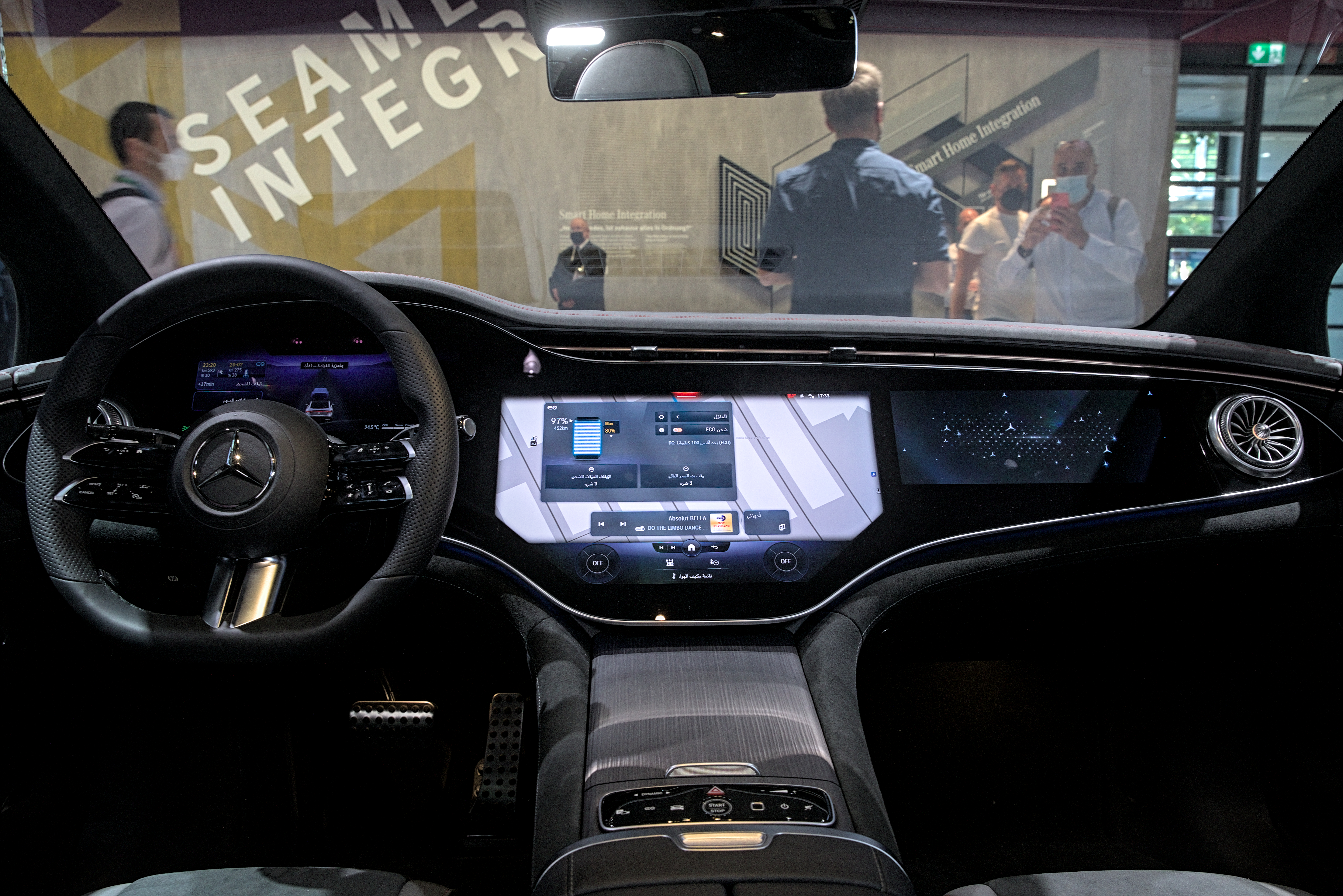
Interieur